# Inez
Inez ist ein weiblicher Vorname und (selten) ein Familienname.

## Herkunft und Bedeutung
Inez ist eine Schreibvariante zum Namen Ines, der wiederum von Agnes abstammt.

## Namensträgerinnen
- Inez Bjørg David (* 1982), dänische Schauspielerin
- Inez De Florio-Hansen (* 1943), deutsche Fremdsprachenforscherin und Übersetzerin
- Inez Foxx (1937–2022), US-amerikanische Sängerin und Komponistin
- Inez Fung (* 1949), US-amerikanische Klimatologin und Atmosphärenwissenschaftlerin
- Inez Günther (* 1956), deutsche Schauspielerin und Synchronsprecherin
- Inez Hellman, US-amerikanische Country-Musikerin und Disc-Jockey
- Inez Haynes Irwin (1873–1970), US-amerikanisch-brasilianische Schriftstellerin und Frauenrechtlerin
- Inez Jones (1912/13–1995), US-amerikanische Jazzsängerin
- Inez van Lamsweerde (* 1963), niederländische Modefotografin
- Inez Milholland (1886–1916), US-amerikanische Suffragette, Kriegsberichterstatterin und Anwältin für Arbeitsrecht
- Inez Regnier (* 1945), deutsche Filmeditorin
- Inéz (* 1990), deutsche Musikerin
- Inez Turner (* 1972), jamaikanische Sprinterin und Mittelstreckenläuferin
- Inez Clare Verdoorn (1896–1989), südafrikanische Botanikerin

## Familienname
- Mike Inez (Michael „Mike“ Inez) (* 1966), US-amerikanischer Rockmusiker